# Acquaro
Acquaro é uma comuna italiana da região da Calábria, província de Vibo Valentia, com cerca de 2.237 habitantes (2019). Estende-se por uma área de 25 km², tendo uma densidade populacional de 123 hab/km². Faz fronteira com Arena, Dasà, Dinami, Fabrizia, San Pietro di Caridà (RC).

## Demografia
| Variação demográfica do município entre 1861 e 2011                               |
|                                                                                   |
| Fonte: Istituto Nazionale di Statistica (ISTAT) - Elaboração gráfica da Wikipedia |